# Guiguitum
Guiguitum (em acádio: Gigītu) foi uma princesa babilônica, filha de Neriglissar e irmã de Labasi-Marduque. Depois de se tornar rei, Neriglissar aumentou seu domínio no trono ao casar Guiguitum com Nabusumauquim, sumo-sacerdote do templo Ezida em Borsipa e um influente líder religioso.